# Distrito electoral de Todd Creek (condado de Johnson, Nebraska)
Todd Creek (en inglés: Todd Creek Precinct) es un distrito electoral ubicado en el condado de Johnson en el estado estadounidense de Nebraska. En el Censo de 2010 tenía una población de 308 habitantes y una densidad poblacional de 2,4 personas por km².

## Geografía
Todd Creek se encuentra ubicado en las coordenadas 40°18′15″N 96°9′16″O / 40.30417, -96.15444. Según la Oficina del Censo de los Estados Unidos, Todd Creek tiene una superficie total de 128.35 km², de la cual 128.25 km² corresponden a tierra firme y (0.08%) 0.1 km² es agua.

## Demografía
Según el censo de 2010, había 308 personas residiendo en Todd Creek. La densidad de población era de 2,4 hab./km². De los 308 habitantes, Todd Creek estaba compuesto por el 96.1% blancos, el 0.32% eran afroamericanos, el 0.65% eran amerindios, el 0.65% eran asiáticos, el 0% eran isleños del Pacífico, el 0.65% eran de otras razas y el 1.62% pertenecían a dos o más razas. Del total de la población el 2.92% eran hispanos o latinos de cualquier raza.